# معيار الإثبات المتعدد

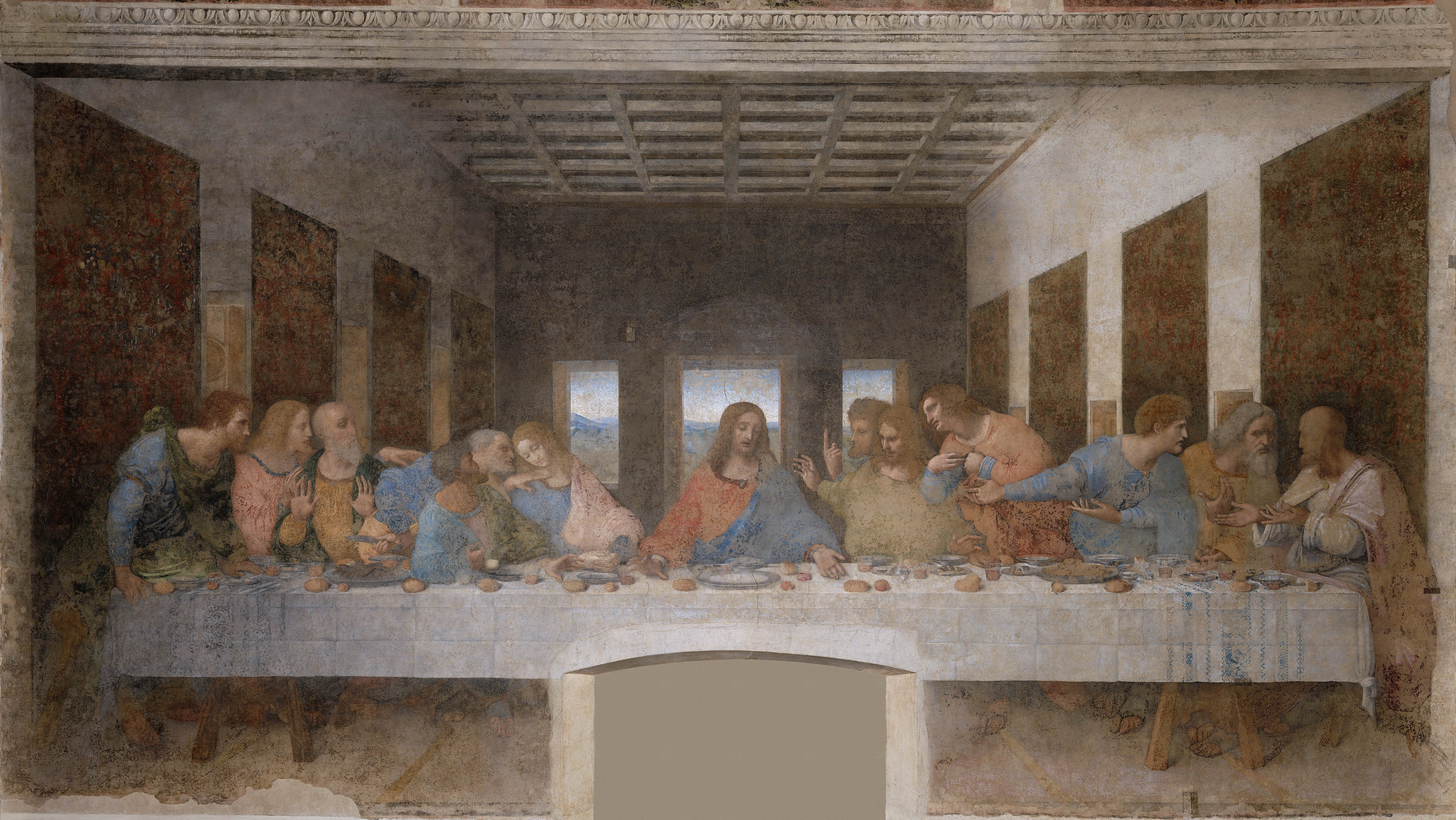

معيار الإثبات المتعدد أو الإثبات المستقل أداة يستعملها علماء الكتاب للمساعدة على تحديد ما إذا كانت أقوال وأفعال يسوع في العهد الجديد قد صدرت منه أو من الكنيسة اللاحقة. يصف جون بول مير هدف هذا المعيار كالتالي:

يركز معيار الإثبات المتعدد (أو القطع) على أقوال وأفعال يسوع التي لها أكثر من مصدر أدبي مستقل (مثل مرقس، ق، بولس، يوحنا) أو أكثر من شكل أو نوع أدبي (مثل مثل، قصة خلاف، قصة معجزة، نبوة، أفوريسم). تزداد قوة هذا المعيار إذا كان النمط أو الموضوع متواجدا في مصادر أدبية مختلفة وبأشكال أدبية مختلفة.

مع استقلال المصادر يصعب اتهام الكنيسة باختراع قول ما. يستعمل هذا المعيار عادة مع معايير أخرى مثل معيار الانقطاع ومعيار الإحراج والطريقة التاريخية.